# 悪のシンフォニー
『悪のシンフォニー』（あくのシンフォニー、The Poppy Is Also a Flowers）は、1966年に公開されたアメリカ合衆国・フランス・オーストリアの映画。
国際連合のもとで、麻薬撲滅キャンペーンの一環として製作された。原作はイアン・フレミングで、監督はテレンス・ヤング。出演はトレヴァー・ハワード、E・G・マーシャル、ユル・ブリンナー、オマー・シャリフ、リタ・ヘイワース、マルチェロ・マストロヤンニなどで、当時の著名俳優が多数起用された。

## キャスト
※日本語吹替はテレビ版（初回放送1977年9月23日『ゴールデン洋画劇場』）
- マキシン: センタ・バーガー
- ベンソン: スティーヴン・ボイド
- サレム大佐: ユル・ブリンナー（吹替: 小林清志）
- リンダ・ベンソン: アンジー・ディキンソン
- ロシュ警視: ジョルジュ・ジェレ（英語版）
- サラー: ヒュー・グリフィス
- バハール将軍: ジャック・ホーキンス（吹替: 勝田久）
- モニカ・マルコ: リタ・ヘイワース
- サム・リンカーン: トレヴァー・ハワード
- 本人役: トリニ・ロペス
- コリー・ジョーンズ: E・G・マーシャル（吹替: 富田耕生）
- モスカ警部: マルチェロ・マストロヤンニ
- 船長: アメデオ・ナザーリ（英語版）
- ヴァンダービット大尉: アンソニー・クエイル
- セルジュ・マルコ: ギルバート・ローランド（英語版）
- マーティン: ハロルド坂田
- ラッド博士: オマー・シャリフ
- チェイセン: バリー・サリヴァン
- ブロノフスカ博士: ナージャ・ティラー
- ハッピー・ロカルノ: イーライ・ウォラック
- 写真家: ジョスリン・レーン（英語版）
- ミス・ハティフ: ルイザ・リベリ（英語版）
- ルイーザ: ラヤ・ラキ（英語版）
- ヴァージア: シルヴィア・ソレント（フランス語版）
- ピノー博士: ハワード・ヴァーノン（フランス語版）
- ソフィア: マリル・トロ（イタリア語版）
- 解説: グレース・ケリー

## スタッフ
- 監督: テレンス・ヤング
- 製作: ユアン・ロイド
- 原作: イアン・フレミング
- 脚本: ジョー・アイシンガー（英語版）
- 撮影: アンリ・アルカン
- 音楽: ジョルジュ・オーリック

## 製作
内容はイアン・フレミングのアイデアに基づいており、ゼロックスからの資金提供を受けながら国際連合によって制作された。そのため、画面上のクレジットには「この映画はゼロックス社から提供された資金により公共サービスとして製作されました」とある。
麻薬撲滅キャンペーンの一環ということもあり、監督のテレンス・ヤングとプロデューサーのユアン・ロイドは無給で働いたという。また、出演者の報酬は1ドルだった。
本来はテレビ映画として製作されており、アメリカ合衆国では1966年4月22日にABCテレビで約80分のバージョンが放送された。その後、劇場用に約100分のものが制作され公開された。この100分版にはモナコ公国の公妃となり引退していたグレース・ケリーが「グレース妃」名義で出演し、最後の映画出演作品となった。